# Reginald Doherty
Reginald Doherty (n. 14 octombrie 1872, Greater London, Anglia, Regatul Unit al Marii Britanii și Irlandei – d. 29 decembrie 1910, Metropolitan Borough of Kensington⁠(d), Anglia, Regatul Unit al Marii Britanii și Irlandei) a fost un jucător de tenis britanic, medaliat olimpic. A participat la 2 ediții ale Jocurilor Olimpice (1900, 1908) în care a câștigat 3 medalii de aur și o medalie de bronz.